# 大皇宫区
大皇宫区（泰語： Khwaeng Phra Borom Maha Ratchawang）是泰国曼谷拍那空县的一个区，以曼谷大皇宫命名。2017年的人口是3,593人。
大皇宫区位于曼谷拉达那哥欣岛的西部，是拍那空县面积最大的区。

## 主要目的地
- 曼谷大皇宫
- 皇家田广场
- 艺术大学
- 玛哈泰寺
- 法政大学
- 曼谷國立博物館
- 国家大剧院
- 第一次世界大战志愿军人纪念碑
- 泰国大理院
- 国柱庙
- 泰国国防部
- 沙兰龙宫
- 拉差巴迪寺
- 卧佛寺
- 暹罗博物馆
- 王后学校
- 茶珍市场